# Moanin’ in the Moonlight
| Оценки критиков | Оценки критиков |
| Источник        | Оценка          |
| --------------- | --------------- |
| AllMusic        | [ 3 ]           |

Moanin’ in the Moonlight — первый альбом американского блюзового певца Хаулина Вулфа. Увидел свет в 1959 году. Представлял собой собрание его синглов, ранее выходивших на лейбле Chess Records.
В 2003 году журнал Rolling Stone поместил альбом Moanin’ in the Moonlight на 153 место своего списка «500 величайших альбомов всех времён». В списке 2012 года альбом находится на 154 месте.

## Список композиций
Все песни, где не указано иное, написаны Честером Бернеттом.

## Сторона 1
| №  | Название               | Длительность |
| -- | ---------------------- | ------------ |
| 1. | «Moanin’ at Midnight»  | 2:58         |
| 2. | «How Many More Years»  | 2:42         |
| 3. | «Smokestack Lightnin’» | 3:07         |
| 4. | «Baby How Long»        | 2:56         |
| 5. | «No Place to Go»       | 2:59         |
| 6. | «All Night Boogie»     | 2:12         |

## Сторона 2
| №  | Название                                   | Автор(ы)                                | Длительность |
| -- | ------------------------------------------ | --------------------------------------- | ------------ |
| 1. | «Evil»                                     | Willie Dixon                            | 2:55         |
| 2. | «I’m Leavin’ You»                          |                                         | 3:01         |
| 3. | «Moanin’ for My Baby»                      |                                         | 2:47         |
| 4. | «I Asked for Water (She Gave Me Gasoline)» |                                         | 2:53         |
| 5. | «Forty-Four»                               | Roosevelt Sykes, автором указан Бернетт | 2:51         |
| 6. | «Somebody in My Home»                      |                                         | 2:27         |